# Pedroma
Pedroma ist ein Berg und eine kommunale Einheit auf der Insel São Tomé im Inselstaat São Tomé und Príncipe.

## Geographie
Der Pedroma ist eine der Anhöhen oberhalb der Ostküste von São Tomé im Distrikt Mé-Zóchi und ein Ausläufer der zentralen Bergkette. Am Nordhang liegt die Ortschaft Uba Budo. Der nächste größere Ort an der Küste ist Cidade Alta (Santana). Der Berg ist bewaldet und an seinem Nordhang entspringen Quellbäche des Rio Manuel Jorge. Im Osten schließt sich der Bussaco an.
Die Siedlung entstand aus einer alten Plantage (roça) mit dem besonderen Typ roça-terreiro, bei welchem die Gebäude um einen zentralen Platz herum angeordnet sind. Der Ort liegt auf einer Höhe von ca. 218 m. Bei der letzten Zählung (2012) wurden 184 Einwohner gezählt. Kommunal gehört sie zum Distrikt Cantagalo.

## Klima
Nach dem Köppen-Geiger-System zeichnet sich Pedroma durch ein tropisches Klima mit der Kurzbezeichnung As aus. Die mittlere Jahrestemperatur liegt bei 23,4 °C. Die Niederschläge verteilen sich relativ gleichmäßig übers Jahr, es gibt nur eine sehr kurze „Trockenzeit“ und einer Niederschlagsmenge von 1.738 mm.